# International Bartenders Association
De International Bartenders Association is een internationale organisatie voor barkeepers. De organisatie werd opgericht op 24 februari 1951 in de bar van het Grand Hotel in Torquay (Verenigd Koninkrijk).
De IBA organiseert twee jaarlijkse evenementen, de World Cocktail Competition (WCC) en de World Flairtending Competiton (WFC). Ook geeft de IBA een lijst met cocktails uit.